# Cape Sabine
Cape Sabine est un point de l'île Pim dans le détroit de Smith au large de la côte est de la péninsule Johan de l'île d'Ellesmere, au Nunavut (Canada). 

## Historie
Cape Sabine tient son nom de l'explorateur arctique Edward Sabine. Le lieu est célèbre dans l'histoire de l'exploration de l'Arctique pour avoir été le point d'hivernage de l'expédition Greely et le théâtre des événements funestes de cette expédition,.